# Rio Coca
O rio Coca é um rio sul-americano que banha o Equador. Afluente do rio Napo, ambos se encontram em Puerto Francisco de Orellana.
No rio encontrava-se a maior cascata do Equador, a cascata de San Rafael com cerca de 150 metros.
Em fevereiro de 2020 a cascata desapareceu quando uma dolina afundou o leito do rio vários metros a montante.